# Plesiotrygon
Plesiotrygon – rodzaj ryb chrzęstnoszkieletowych z podrodziny Potamotrygoninae w obrębie rodziny płaszczek słodkowodnych (Potamotrygonidae).

## Rozmieszczenie geograficzne
Do rodzaju należą gatunki występujące w słodkich wodach Ameryki Południowej (Kolumbia, Brazylia, Ekwador i Peru).

## Morfologia
Długość ciała do 58 cm.

## Systematyka
Rodzaj zdefiniował w 1986 roku międzynarodowy zespół ichtiologów (Brazylijczyk Ricardo de Souza Rosa, Argentyńczyk Hugo Patricio Castello i Amerykanin Thomas B. Thorson) w artykule poświęconym opisowi nowego rodzaju i gatunku neotropikalnej płaszczki słodkowodnej opublikowanym w czasopiśmie Copeia. Gatunkiem typowym jest (oryginalne oznaczenie (również monotypowe)) P. iwamae.

### Etymologia
Plesiotrygon: gr. πλησιος plēsios ‘sąsiedni, blisko’, od πελας pelas ‘w pobliżu’, od πελαζω pelazō ‘zbliżyć się’; τρυγων trugōn, τρυγονσς trugonos ‘płaszczka’.

### Podział systematyczny
Do rodzaju należą następujące gatunki:
- Plesiotrygon iwamae Rosa, Castello & Thorson, 1987
- Plesiotrygon nana Carvalho & Ragno, 2011